# Álvaro León Medina
Sifu Álvaro León Medina fundador de la Academia de Artes Marciales Chinas Huang Long 黃龍武術學院, conocido como uno de los pioneros de la enseñanza y difusión del Wushu (Artes Marciales Chinas) en Colombia del nuevo siglo, se ha convertido en uno de los más conocidos exponentes de las artes marciales chinas en Colombia y Latinoamérica por los títulos y logros cosechados en los últimos años. 
El Sifu Álvaro León Medina es Magíster en Educación y Licenciado en Educación Física, docente e investigador Corpista, presidente de la Comisión Técnica de la Federación Colombiana de Wushu y estuvo entre los artistas marciales destacados en el libro “The 60 Best Martial Artists”, publicado por el International Hall of Fame Argentina.   
Ha practicado estilos como Choy Lee Fut línea Fat Sam (Foshan), Nan Chuan, Wing Chun, Fanzi Chuan, I Chuan, Tai Chi Chuan escuelas Yang, Chen y Wu y Pu Chuan; ha tenido maestros como Liu Hong Lian de la Escuela de Chen de Tai Chi, el Maestro Chan Kam Fai 5° Generación del estilo Choy Lee Fut, Instructor de la Casa de Hung Sing en Fat Sam (Foshan), Presidente de la Federación Panamericana de Choy Lee Fut y Vicepresidente de la Federación Panamericana de Wushu, el Maestro Donald Mak del estilo Wing Chun, Director de la IWCO (International Wing Chun Organization).

## Biografía

### Juventud
Nació en Bogotá, el 25 de agosto de 1969; a la edad de 12 años entrenó gimnasia olímpica en la Liga Bogotana de Gimnasia, a la edad de 14 años entrenó Taekwondo en la Universidad Nacional bajo la tutela del maestro Carlos Laverde. Fue campeón nacional de gimnasia en 1984. 
En el año 1987 empezó sus estudios de Wushu y en el año 1990 viajó a la República de China para continuar su instrucción marcial, en el año 1991 ingresa a trabajar en el Banco Ganadero (actualmente Banco BBVA) e inicia estudios en Derecho en la Universidad Católica de Colombia, pero su amor al arte marcial seria más fuerte y decide dedicar tiempo completo a este.

### Trayectoria
El 1° de febrero de 1997 funda la Academia de Artes Marciales Chinas Huang Long, academia donde transmitiría no solamente conceptos de técnica y defensa personal, sino también su filosofía de ética, ecuanimidad, paciencia, sabiduría y humildad necesarios para la vida de todo practicante marcial, dedicándose así a la práctica e instrucción del Wushu Tradicional, llegándose a convertir en uno de los pioneros en la enseñanza de este deporte en Colombia, llegando a expresar: "El arte marcial actualmente es un deporte, pero a la vez es un camino que ayuda a formar la parte interior de la persona, esto tiene una profunda filosofía de vida".
En el año 1998 viajaría a la ciudad de Toronto, Canadá y participaría en el 2° Campeonato Panamericano de Wushu, donde obtendría el 4 y 5 puesto en las modalidades de formas de Tai Chi Escuela Yang y de Wing Chun respectivamente. 
Para el año siguiente (1999) sería el organizador del Primer Campeonato Internacional de Wushu (Artes Marciales Chinas) en Colombia, al cual asistieron representantes de Venezuela, Brasil y Colombia.
En el año 2000 en la ciudad de Manaos, Brasil, obtuvo medalla de oro en el Campeonato Panamericano de Wushu en la modalidad de Tai Chi escuela Chen.
En el siguiente panamericano realizado en Mérida, Venezuela, año 2002, obtendría dos medallas de plata. 
Se convertiría en miembro de la Comisión de Juzgamiento de la Federación Colombiana de Wushu, desde su creación en el año 2003. Se hace profesor de Tai Chi de las Universidad Juan N. Corpas y reanuda sus estudios universitarios pero no en Derecho, sino en Educación Física, en la Universidad de Pamplona, gracias a un convenio entre esta universidad y la Pontificia Universidad Javeriana, de la cual también es docente.
En el año 2004 graduaría como cinturón Negro a su primer alumno avanzado Diego Manjarrez.
Para el 1° de febrero de 2007 su Kwon (lugar de entrenamiento), la Academia de Artes Marciales Chinas Huan Long, cumpliría 10 años en la formación de artistas marciales.
En ese mismo año, su Maestro Chan Kam Fai, quien es 5° Generación del estilo Choy Lee Fut, Instructor de la Casa de Hung Sing en Fat Sam (Foshan), Presidente de la Federación Panamericana de Choy Lee Fut y Vicepresidente de la Federación Panamericana de Wushu, lo llevaría a participar en el Campeonato Internacional de Wushu en Hong Kong, China, a lo cual asistiría a esta cita mundialista gracias al apoyo de la Universidad J N Corpas en la sigue vinculado, ya que según él expresa literalmente: "En Colombia, los que no practicamos deportes de masa no tenemos casi apoyo a nivel estatal."
En este torneo, lograría obtener cinco medallas de oro, cuatro en las modalidades de formas: esquema de sable del sur, esquema de palo del sur, esquema de Wing Chun y esquema de Tai Chi; una en lucha Sanda (Sanshou o Combate Libre) 65 kilos y una de plata en esquemas del sur de China, para gloria de su país, Colombia.
Además en ese año sus alumnos más avanzados logran varias medallas de oro en el Campeonato Nacional de Wushu celebrado en Manizales.
En el año 2008 participa en el Campeonato Mundial Tradicional de Wushu celebrado en Shi Yen, Provincia de Wu Tang, evento al que asistieron delegaciones de 78 países, donde ganaría la medalla de bronce en la modalidad de forma de Nan Chuan, esquema de palo.
Una vez en una entrevista le preguntaron que es el arte marcial y el respondió: "Voy a repetir lo que mi maestro me enseño: Arte marcial son tres cosas Disciplina, Respeto y Tradición, si hace falta una no hay Arte Marcial de Verdad".

### En el 2011
Sifu Álvaro es Cinturón Negro 6° Tuan (Dan) 6° Generación estilo Choy Lee Fut línea Hung Sing de Fat Sam (Foshan), Instructor General de la Academia de Artes Marciales Chinas Huan Long, Instructor de Tai Chi y Kung Fu en la Escuela de Medicina Juan N. Corpas, Instructor de Tai Chi en la Pontificia Universidad Javeriana, Director de Estilos Tradicionales del Sur de China y Asesor de Sanshou de la Federación Colombiana de Wushu, trabajando para la difusión del arte marcial chino en Colombia.
"Nunca buscarle pelea a nadie es clave, así como no alardear de las aptitudes físicas. Pero si llega el momento de defenderse, la frialdad es la base para el éxito, la cabeza caliente traiciona y perjudica. Si logra calmarse, su capacidad para encontrar los errores del otro le darán la ventaja".

## Logros
Entre sus logros como artista marcial de Wushu se encuentran los siguientes:
- 4 puesto y el 5 puesto, Panamericano de Wushu, Toronto, Canadá 1998.
- Medalla de Oro, Panamericano de Wushu, Manaos, Brasil 2000.
- 2 medallas de Plata, Panamericano de Wushu, Mérida, Venezuela 2002.
- 5 medallas de Oro y medalla de Plata, Campeonato Internacional de Wushu, en Hong Kong 2007.
- Medalla de Bronce, Campeonato Mundial de Wushu Tradicional, Shi Yen, Provincia de Wu Tang, China 2008.
- Medalla de Bronce, Campeonato Mundial de Wushu Tradicional, Emei, China 2017.

## Reconocimientos
- Carta de Felicitación por parte del Consulado General de Colombia en Hong Kong. 23 de marzo de 2007
- Carta de Felicitación de la Federación Colombiana de Wushu
- Carta de Felicitación de la Escuela Militar de Cadetes José María Córdoba
- Carta de Felicitación de la Escuela de Medicina Juan N. Corpas